# Norges Kvinder
Norges Kvinder bzw. seit 1949 Norges Kvinner („Norwegens Frauen“) war eine 1921–1977 in Kristiania (Oslo) erscheinende unabhängige Frauenzeitschrift. Sie wurde von einem Frauenkomitee, angeführt von Ragna Nielsen, gegründet, als „Sprachrohr der Frauen“, „unabhängig von ihrer Partei und ihrem Standpunkt.“ Die Zeitungsgründung wurde durch die finanzielle Unterstützung der Unternehmerin Fredrikke Tønder-Olsen ermöglicht. Deren Freundin Marta Mathisen Weberg gab die Zeitung heraus und ließ sie in ihrer Firma Webergs Boktrykkeri drucken. Dagny Bjørneraa war mehr als zwanzig Jahre lang Chefredakteurin.
In der Zeitschrift wurde über alle die Frauen betreffenden Themen debattiert. Das Blatt trat nicht nur für die Frauenrechte ein, sondern auch für mehr Moral in der Gesellschaft und eine bewusste Erziehung der Jugend. In den heißen Diskussionen der 1930er Jahre um den Schwangerschaftsabbruch lehnte es (wie auch die Bäuerinnen- und Hausfrauenverbände) die Reform des § 245 und damit die Straffreiheit ab.
In den ersten zehn Jahren erschien Norges Kvinder an zwei Tagen in der Woche, dann ab 1933 für mehr als dreißig Jahre wöchentlich. Am 1. Januar 1965 wurde die Zeitung vom Norske Kvinners Nasjonalråd übernommen, dem Dachverband der norwegischen Frauenvereinigungen. Im Oktober 1969 änderte der neue Betreiber das Logo und machte die nun monatlich erscheinende Zeitschrift zu seinem Vereinsorgan, bis sie im Dezember 1977 eingestellt werden musste.

## Erscheinungsweise
| Von           | Bis            | Erscheinen        | Wochentage                    | Name           | Logo |
| ------------- | -------------- | ----------------- | ----------------------------- | -------------- | ---- |
| 1921          | Januar 1925    | 2 mal wöchentlich | Mittwoch, Samstag             | Norges Kvinder |      |
| Februar 1925  | Mai 1926       | 3 mal wöchentlich | Dienstag, Donnerstag, Samstag | Norges Kvinder |      |
| Juni 1926     | 1932           | 2 mal wöchentlich | Dienstag, Freitag             | Norges Kvinder |      |
| 1933          | 1948           | wöchentlich       | Freitag                       | Norges Kvinder |      |
| 1949          | April 1965     | wöchentlich       | Freitag                       | Norges Kvinner |      |
| Mai 1965      | 1966           | jede 2. Woche     | Freitag                       | Norges Kvinner |      |
| 1967          | September 1969 | jede 2. Woche     | Mittwoch                      | Norges Kvinner |      |
| Oktober 1969  |                | jede 2. Woche     | Mittwoch                      | Norges Kvinner |      |
| November 1969 | Dezember 1969  | jede 2. Woche     | Freitag                       | Norges Kvinner |      |
| 1970          | 1977           | monatlich         | monatlich                     | Norges Kvinner |      |

Die Namensänderung von Norges Kvinder auf Norges Kvinner geschah wegen einer Rechtschreibreform.

## Abonnementpreise
| Ausgabe           | Ausgaben pro Woche | Preis                | Quelle |
| ----------------- | ------------------ | -------------------- | ------ |
| 15. März 1921     | 2                  | 3,00 NOK im Quartal  | [ 1 ]  |
| 13. März 1931     | 2                  | 2,50 NOK im Quartal  | [ 2 ]  |
| 28. Dezember 1934 | 1                  | 3,00 NOK im Halbjahr | [ 3 ]  |

## Gründung und Eigentumsverhältnisse
„Frau Tønder-Olsen war nicht das, was man normalerweise mit einer weiblichen Aktivistin in Verbindung bringt. Sie wollte auch nicht als Frauenrechtlerin bezeichnet werden. Ihre Bemühungen waren eher praktischer Natur. Sie war eine Pionierin in mehreren Bereichen: Sie schuf sich ihre eigene Karriere und arbeitete sich zu einer angesehenen Wirtschaftsführerin hoch.“
Nachdem sie aus eigener Kraft das größte Speditionsunternehmen in Kristiania aufgebaut hatte, gründete sie im Alter von 65 Jahren, gemeinsam mit ihrer Freundin Marta Mathisen Weberg, die Zeitschrift Norges Kvinder. Die ersten beiden Jahrgänge wurden in der Briskeby Boktrykkeri A/S gedruckt, die folgenden in der Webergs Boktrykkeri A/S. Es handelte sich aber um dieselbe Druckerei, die am 30. Dezember 1922 von Marta Weberg erworben worden war. Frau Weberg war auch die offizielle Herausgeberin von Norges Kvinder.
Sitz der Redaktion war Pilestrædet 1 am Stensparken, wo auch Frau Tønder-Olsens Spedition und Wohnung untergebracht waren. Nach ihrem Tod am 31. Dezember 1931 wurde dieser Besitz an Marta Weberg übertragen, die wiederum testamentarisch festlegte, „dass der jährliche Reingewinn von Pilestredet 1 zugunsten von ‚Norges Kvinder‘ verwendet werden sollte, solange die Zeitschrift im gleichen Geist wie zuvor herausgegeben würde. Nach Martha Webergs Tod am 10. Mai 1942 wurde Pilestredet an ihre Töchter Thorun Opdahl und Anne-Marie Tyrholm übertragen, die auch die Verlagsrechte an ‚Norges Kvinder‘ übernahmen.“
Am 18. Juni 1964 wurde von diesen Töchtern die Fredrikke Tønder Olsen und Martha Weberg Stiftung gegründet. Das Stiftungskapital bestand aus den Verlagsrechten an Norges Kvinner und 225.000 NOK als Gegenwert für die Einnahmen aus der Immobilie. Stiftungszweck war die Herausgabe der Zeitschrift durch den Norske Kvinners Nasjonalråd (N.K.N.) „im gleichen Geiste wie bisher“, „mit dem Ziel, die öffentlichen Interessen der Frauen zu wahren und sie mit zuverlässigen Informationen über soziale, wirtschaftliche und politische Fragen zu versorgen, ohne jedoch die besonderen Ansichten einer politischen Partei zu vertreten.“
Ab 1. Januar 1965 amtierte ein Kuratorium aus Mitgliedern des N.K.N. als Herausgeber, aber erst im Oktober 1969 wurden die geänderten Eigentumsverhältnisse sichtbar, indem das Logo der Zeitschrift geändert wurde und zusätzlich die Initialen NKN auf dem Umschlag erschienen. Norges Kvinner trug nun den Untertitel I samarbeid med NKN’s blad. (NKN’s blad hieß die 1953–1967 vom N.K.N. herausgegebene Zeitschrift.) „Norges Kvinner wurde mehr und mehr zu einem Organ des NKN mit Sitzungsprotokollen und Erklärungen der Organisation.“
Nach der Einstellung der Zeitschrift (1977) und der Auflösung des N.K.N. (1989) wurde die Stiftung 2002 auf die Juridisk rådgivning for kvinner (JURK) übertragen, einer gemeinnützigen Rechtsberatung für Frauen.

## Motto und Programm

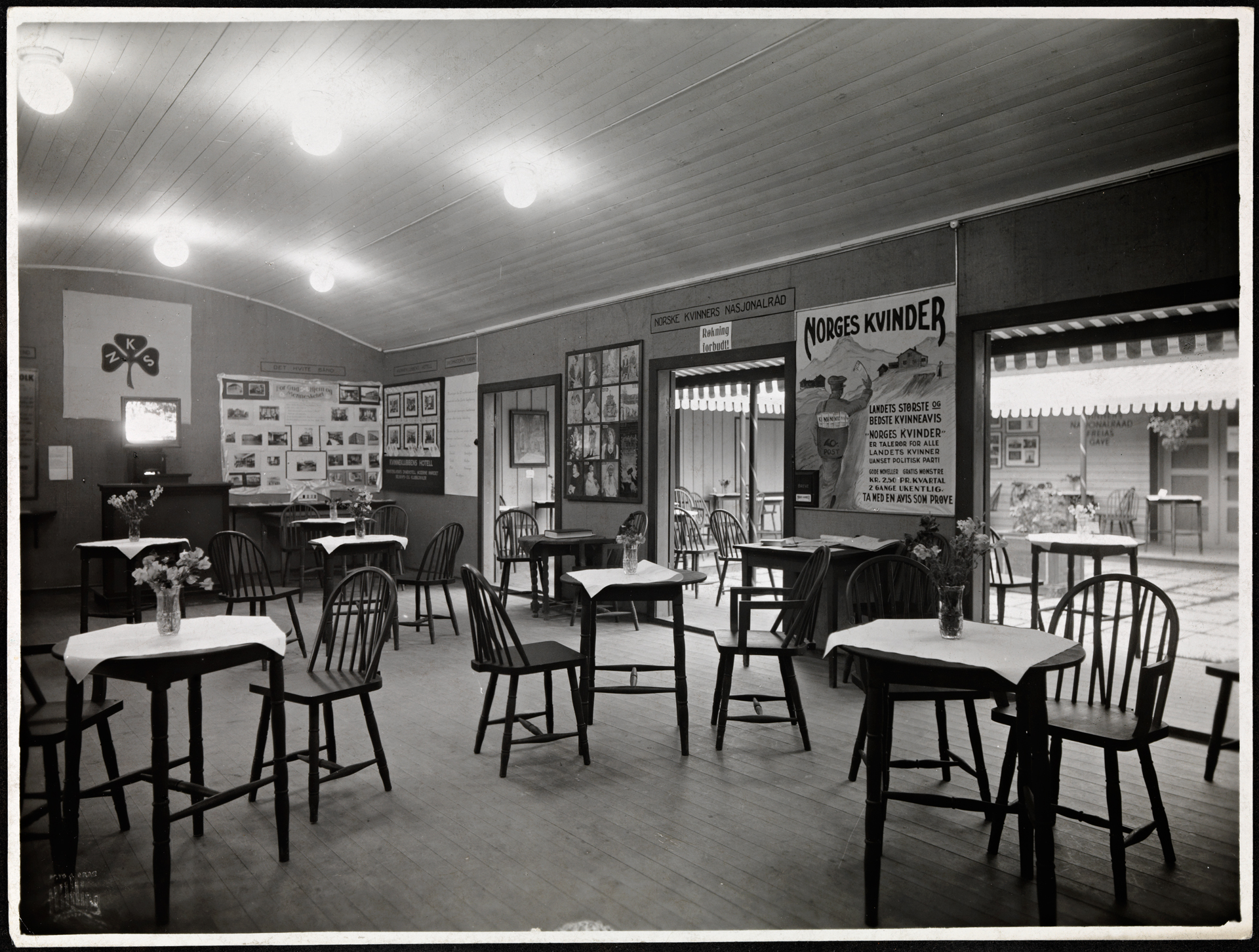
Der Pavillon des N.K.N. auf der Trondheimer Ausstellung 1930. Links das Logo von Norske Kvinners Sanitetsforening, rechts neben der Tür ein Werbeplakat für die Zeitung Norges Kvinder. Auf dem Plakat steht: „Die größte und beste Frauenzeitung des Landes / Norges Kvinder ist ein Sprachrohr für alle Frauen des Landes, unabhängig von der politischen Partei / Gute Kurzgeschichten / Kostenlose Muster / Kr. 2,50 pro Quartal / 2 mal wöchentlich.“

Auf der Titelseite der ersten Ausgabe von Norges Kvinder am 15. März 1921 erschien unter der Zeichnung einer Märzlandschaft, in der allmählich das Gras unter dem schmelzenden Schnee sichtbar wird, das Gedicht Frem, kvinder, frem! von Dagny Kristensen, mit der ersten Strophe:
Frem, kvinder, frem!

Med lys og smil og varme,

med sund og saltet harme

paa vagt for slegtens hjem.
Vorwärts, Frauen, vorwärts!

Mit Licht und Lächeln und Wärme,

mit gesundem und gesalzenem Groll

Auf der Hut vor dem Haus der Trauer.
Es folgt ein von 58 Frauen (und einem yngre Diskussionsklub aus Kristiansand) unterschriebener Aufruf „an Norwegens Frauen“ für „eine Zeitschrift, die das Sprachrohr der Frauen sein kann, unabhängig von ihrer Partei und ihrem Standpunkt. Eine Zeitschrift, in der Frauen ihre Meinung äußern können und in der wir dafür kämpfen können, dass die Frauen vorankommen. Die Position, die jede Frau in ihrem eigenen Haus hat, sollte sie auch im Staatshaushalt haben.“
Als Programm von Norges Kvinder werden vier Punkte aufgestellt:
1. Mehr Macht und Einfluss für Frauen in der Gemeinde und im Staat.
2. Kampf gegen überhandnehmenden Materialismus und sinkende Moral.
3. Einsatz für eine saubere und bessere Gesellschaft – und eine verschärfte Auffassung von Sittlichkeit.
4. Erziehung einer zielstrebigen Jugend.

„Norwegerinnen, lasst uns unsere Pflicht gegenüber Heimat und Land erfüllen!“
Unter den Unterschriften (auch im Original in alphabetischer Reihenfolge angegeben) befinden sich an prominenten Namen:
- Clara Thue Ebbell
- Caroline Schytte Jensen
- Dagny Kristensen
- Katti Anker Møller
- Ragna Nielsen
- Regine Normann
- Gina Oselio
- Sofie Reimers
- Anna Rogstad
- Jacobine Rye
- Elise Sem
- Anna Sethne
- Marta Steinsvik
- Othilie Tonning
- Clara Tschudi
- Fredrikke Tønder-Olsen[9]
- Nanna With

Dass Ragna Nielsen von einigen Quellen als treibende Kraft hinter der Zeitungsgründung bezeichnet wird, ist wohl darin begründbar, dass in der Erstausgabe ihr Artikel Hvad vi ønsker for vort blad (Was wir uns wünschen für unser Blatt) auffallend platziert und signiert veröffentlicht wurde.

## Redakteurinnen

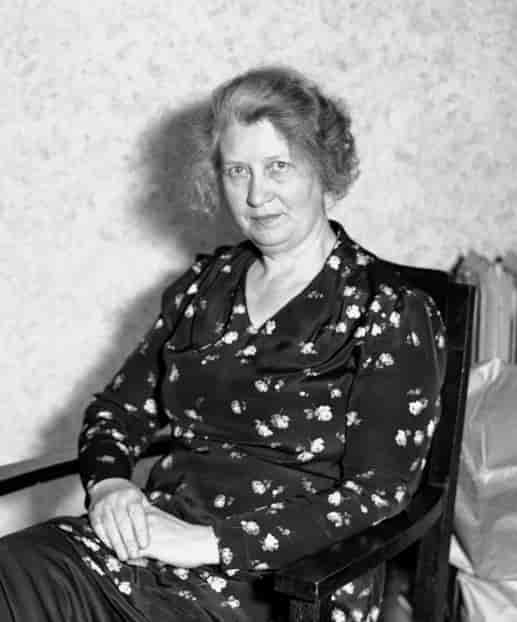
Die Gründungsredakteurin Manny Jacobine Altern (1879–1961)

Gründungsredakteurin der Zeitung war Manny Jacobine Altern, geborene Holst (1879–1961). Sie war eine der ersten Frauen in diesem Beruf und bereits 1901 vertrat sie in der liberalen Zeitung Porsgrunds Tidende die Ansicht, „dass Frauen ‚Menschlichkeit‘ in die Politik einbringen könnten und dass die Interessen der Frauen mit den Ansichten der Liberalen Partei zu Themen wie Mäßigung und kostenlosem Schulmaterial übereinstimmten.“ Danach war sie Mitarbeiterin von Norges Handelskalender, Fri Presse, Norsk Familie-Journal bzw. Redakteurin von Kvindelig Handelsstands Blad und Hver 8 Dag. Nach einem Jahr bei Norges Kvinder kehrte sie zurück zum Kvindelig Handelsstands Blad, wo sie insgesamt rund 40 Jahre ihrer Karriere verbrachte.
1922 wurde Dagny Bjørneraa (1894–1973) Chefredakteurin und sie leitete Norges Kvinder (auch noch Norges Kvinner) über 40 Jahre lang, bis 1966. Sie hatte 1914 als Journalistin bei Social-demokraten begonnen, dem Organ der Arbeiterpartei (später als Arbeiderbladet bekannt, und seit 1991 unter dem Namen Dagsavisen eine parteiunabhängige Zeitung). Sie war auch im Vorstand der Studentenvereinigung der Arbeiterpartei und „machte die Zeitung zu einem Bindeglied zwischen den Frauenorganisationen.“ Sie wurde in der redaktionellen Arbeit von Ingeborg Boye unterstützt.
Nach 1966 folgten als Redakteurinnen u. a. Else Margrethe Engen, Margaret Gulbrandsen und Randi Bagge Skarheim.

## Inhalt
Mit der Ausgabe vom 13. März 1931 feierte die Zeitschrift ihr zehnjähriges Bestehen, was die „Konkurrenz“ wie z. B. For Bygd og By zu freundlichen Kommentaren veranlasste: „Norges Kvinder hat eine große Jubiläumsausgabe veröffentlicht. Sie enthält unter anderem Antworten auf eine Reihe von Fragen, die das Magazin an bekannte Frauen – Politikerinnen, Verbandsleiterinnen und Künstlerinnen – gerichtet hat.“ In den Antworten dominierten ökonomische Anliegen, das Recht, zu gleichen Löhnen wie die Männer zu arbeiten, eine die Familien begünstigende Steuerpolitik und die Forderung nach Kindergeld, das direkt an die Mutter gezahlt werden sollte. Die Ausgabe enthält auch zahlreiche Grußbotschaften von ausländischen Frauenrechtlerinnen.
In vielen Ausgaben der Zeitschrift wird ihr Selbstverständnis ausgedrückt:

«Norges Kvinder er intet partiblad, det er nøitralt og har til opgave å samle kvinner av alle partier til arbeide for social og økonomisk fremgang.»

„Norges Kvinder ist keine Parteizeitung, sie ist neutral und hat die Aufgabe, Frauen aller Parteien zu versammeln, um sich für sozialen und wirtschaftlichen Fortschritt einzusetzen.“

Die Versammlung aller Richtungen führte auch zu Kontroversen in der Zeitung, bei der auch die Redakteurin ihre Meinung äußerte. Die Autorin der Geschichte der norwegischen Frauenbewegung kommentierte 1937, also zeitnah zu den Ereignissen, die Auseinandersetzung um die Änderung des Strafrechts zum Schwangerschaftsabbruch aus sozialen Gründen.
„Das Thema hat die norwegischen Frauen stark gespalten. Eine Reihe bäuerlicher Frauenorganisationen und der norwegische Hausfrauenverband haben sich gegen die Abschaffung der Strafe für Schwangerschaftsabbrüche ausgesprochen. Die einzige Frauenrechtszeitung des Landes, Norske Kvinder (gegründet 1920), hat sich ebenfalls gegen eine umfassende Revision von § 245 ausgesprochen. Norske Kvinners Nasjonalråd und Norske Kvinners Sanitetsforening haben sich neutral verhalten. Frauenorganisationen aus der Arbeiterklasse und radikale bürgerliche Frauen haben sich jedoch mit großer Energie für eine Überarbeitung des Gesetzes eingesetzt.“ (Anna Caspari Agerholt)

## Ausgaben
- 1921–1969: Suche nach Zeitung Norges Kvinder. in der Nasjonalbiblioteket Stand 6. Januar 2025 sind 1294 Ausgaben zwischen dem 15. März 1921 und dem 28. Dezember 1934 frei zugänglich
- 1970–1977: Suche nach Zeitschrift Norges Kvinner. in der Nasjonalbiblioteket